# Pidonia luna
Pidonia luna là một loài bọ cánh cứng trong họ Cerambycidae.